# Mastochilus polyphyllus
Mastochilus polyphyllus is een keversoort uit de familie Passalidae. De wetenschappelijke naam van de soort is voor het eerst geldig gepubliceerd in 1827 door MacLeay.